# Franciszek Firszt
Franciszek Stanisław Firszt (ur. 30 maja 1948 w Bugaju) – polski profesor fizyki doświadczalnej i fizyki ciała stałego.

## Życiorys
W 1966 roku ukończył Liceum Ogólnokształcące im. Śniadeckich w Żninie. Następnie podjął studia fizyczne na Uniwersytecie Mikołaja Kopernika w Toruniu, które ukończył w roku 1971. Dziewięć lat później obronił doktorat zatytułowany Otrzymywanie i badanie własności elektrooptycznych heterozłączy ZnSe-ZnTe. Habilitację uzyskał w 1999 roku za rozprawę pt. Luminescencja mieszanych kryształów Zn1-xMgxSe. Tytuł profesora otrzymał w 2010 roku.
Odbywał staże naukowe na Uniwersytecie w Parmie (1978) i w Southern Methodist University of Dallas (1983-1985). Od 2004 roku jest kierownikiem Zakładu Fizyki Półprzewodników i Fizyki Węgla.

## Prace badawcze
- Luminescencja mieszanych kryształów Zn1-xMgxSe (1999)

## Wybrane publikacje
- The influence of the surface preparation on the piezoelectric spectra of Zn1-x-yBexMnySe mixed crystals, Journal de Physique IV, 137, 381-384
- Photoelectric and photothermal investigations of Zn1-x-yBexMnySe solid solutions, Cryst. Res. Technol. 42, No. 12, 1352 – 1358